# 470 av. J.-C.
Cette page concerne l'année 470 av. J.-C. du calendrier julien proleptique.

## Événements
- 12 août : début à Rome du consulat de Lucius Valerius Potitus Publicola (pour la seconde fois) et Tiberius Aemilius Mamercinus (Mamercus)[1].
- Fin du siège de Naxos par Cimon et réintégration dans la Ligue de Délos. Les Naxiens vaincus par Athènes perdent leur autonomie en contradiction avec le statut de la Ligue[2].
- Prise et colonisation (clérouquie) de Byzance (470–411 av. J.-C.) par les Athéniens[3].

## Naissances
- Leucippe.
- Socrate, philosophe grec.
- Mélissos de Samos.